# 国家地方警察京都府本部
国家地方警察京都府本部（こっかちほうけいさつきょうとふほんぶ）は、旧警察法時代に存在した京都府の都道府県国家地方警察で、自治体警察を設けない地域を管轄区域とする。また国家地方警察大阪警察管区本部の行政管理を受ける。
1949年（昭和24年）には、悪化した治安に対応すべく機動巡邏隊（機動隊）が設置されている。
1954年（昭和29年）の新警察法の公布により廃止され、新たに都道府県警察として京都府警察が発足した。

## 組織
1948年（昭和23年）時点
- 総務部
  - 秘書企画課、会計課
- 警務部 　 
  - 人事装備課、教養課
- 警備部 　 
  - 警備課、交通課、通信課
- 刑事部 　 
  - 防犯統計課、捜査課、鑑識課

## 地区警察署
1949年（昭和24年）時点
| 警察署           | 所在地                                                    | 管轄区域（ただし自治体警察の管轄を除く） | 前身             | 後身                                       |
| ---------------- | --------------------------------------------------------- | ---------------------------------------- | ---------------- | ------------------------------------------ |
| 愛宕地区警察署   | 京都市左京区田中馬場町 （京都市下鴨警察署庁舎を共同使用） | 愛宕郡                                   | 1948年3月8日新設 | 下鴨警察署                                 |
| 乙訓地区警察署   | 乙訓郡向日町字向日                                        | 乙訓郡                                   | 向日町警察署     | 向日町警察署                               |
| 久世地区警察署   | 久世郡宇治町字宇治郷                                      | 久世郡                                   | 宇治警察署       | 宇治警察署                                 |
| 綴喜地区警察署   | 綴喜郡井手町                                              | 綴喜郡                                   | 井手警察署       | 田辺警察署                                 |
| 相楽地区警察署   | 相楽郡木津町大字木津小字南垣外                            | 相楽郡                                   | 木津警察署       | 木津警察署                                 |
| 南桑田地区警察署 | 南桑田郡亀岡町字内丸町                                    | 南桑田郡                                 | 亀岡警察署       | 亀岡警察署                                 |
| 北桑田地区警察署 | 北桑田郡周山町字周山                                      | 北桑田郡                                 | 周山警察署       | 周山警察署（のちの京北警察署、現在は廃止） |
| 船井地区警察署   | 船井郡園部町字本町                                        | 船井郡                                   | 園部警察署       | 園部警察署（現・南丹警察署）               |
| 天田地区警察署   | 福知山市内記一丁目                                        | 天田郡                                   | 福知山警察署     | 福知山警察署                               |
| 何鹿地区警察署   | 何鹿郡綾部町                                              | 何鹿郡                                   | 綾部警察署       | 綾部警察署                                 |
| 加佐地区警察署   | 舞鶴市北田辺125 （舞鶴市舞鶴西警察署庁舎を共同使用）      | 加佐郡                                   | 1948年3月8日新設 | 舞鶴西警察署（現・舞鶴警察署）             |
| 与謝地区警察署   | 与謝郡宮津町字鶴賀                                        | 与謝郡                                   | 宮津警察署       | 宮津警察署                                 |
| 中地区警察署     | 中郡峰山町字吉原                                          | 中郡                                     | 峰山警察署       | 峰山警察署（現・京丹後警察署）             |
| 竹野地区警察署   | 竹野郡網野町字網野                                        | 竹野郡                                   | 網野警察署       | 網野警察署（現在は廃止）                   |
| 熊野地区警察署   | 熊野郡久美浜町                                            | 熊野郡                                   | 久美浜警察署     | 久美浜警察署（現在は廃止）                 |

## 府内の自治体警察
| 警察署         | 警察署         | 所在地                                                                                       | 前身                                  | 後身                                                                  |
| -------------- | -------------- | -------------------------------------------------------------------------------------------- | ------------------------------------- | --------------------------------------------------------------------- |
| 京都市警察     | 川端警察署     | 京都市左京区岡崎徳成町1                                                                      | 川端警察署                            | 川端警察署                                                            |
|                | 中立売警察署   | 京都市上京区新町通下長者町通下ル藪之内町42                                                   | 中立賣警察署                          | 中立売警察署（現在は廃止）                                            |
|                | 西陣警察署     | 京都市上京区千本通今出川下ル南辻町                                                           | 西陣警察署                            | 西陣警察署（現・上京警察署）                                          |
|                | 松原警察署     | 京都市東山区松原通大和大路東入弓矢町52                                                       | 松原警察署                            | 松原警察署（現・東山警察署）                                          |
|                | 堀川警察署     | 京都市下京区堀川通松原下ル柿本町569                                                          | 堀川警察署                            | 堀川警察署（現在は廃止）                                              |
|                | 七条警察署     | 京都市下京区烏丸通七条下ル東塩小路町707-2                                                    | 七條警察署                            | 七条警察署（現在は廃止）                                              |
|                | 五条警察署     | 京都市中京区烏丸通高辻上ル大政所町682・684・686、 山王町555-1・556-1、釘隠町249-1・251-1合地 | 五條警察署                            | 五条警察署（現・下京警察署）                                          |
|                | 下鴨警察署     | 京都市左京区田中馬場町6                                                                      | 下鴨警察署                            | 下鴨警察署                                                            |
|                | 伏見警察署     | 京都市伏見区御駕籠町107・907合地                                                             | 伏見警察署                            | 伏見警察署                                                            |
|                | 山科警察署     | 京都市東山区山科竹鼻四丁野町34                                                               | 山科警察署                            | 山科警察署                                                            |
|                | 太秦警察署     | 京都市右京区太秦蜂岡町31                                                                     | 太秦警察署                            | 太秦警察署（現・右京警察署）                                          |
|                | 九条警察署     | 京都市下京区西九条南田町3                                                                    | 1949年2月1日新設                      | 九条警察署（現・南警察署）                                            |
|                | 上鴨警察署     | 京都市上京区紫竹東桃ノ本町25・26・27・28・29・30・31合地                                     | 1952年6月10日新設                     | 上鴨警察署（現・北警察署）                                            |
| 舞鶴市警察本部 | 舞鶴西警察署   | 舞鶴市北田辺125 のちに舞鶴市南田辺9                                                          | 舞鶴警察署                            | 舞鶴西警察署（現・舞鶴警察署）                                        |
|                | 舞鶴東警察署   | 舞鶴市字浜606                                                                                | 東舞鶴警察署                          | 舞鶴東警察署（現在は廃止）                                            |
| 福知山市警察署 | 福知山市警察署 | 福知山市内記一丁目 （天田地区警察署庁舎を共同使用）                                          | 1948年3月8日新設                      | 福知山警察署                                                          |
| 綾部市警察署   | 綾部市警察署   | 綾部市宮代町宮ノ下 （何鹿地区警察署庁舎を共同使用）                                          | 1948年3月8日綾部町警察署として新設    | 綾部警察署                                                            |
| 宇治市警察署   | 宇治市警察署   | 宇治市宇治宇文字1 （久世地区警察署庁舎を共同使用）                                           | 1951年3月1日 宇治市新設合併により新設 | 宇治警察署                                                            |
| 向日町警察署   | 向日町警察署   | 乙訓郡向日町字向日 （乙訓地区警察署庁舎を共同使用）                                          | 1948年3月8日新設                      | 1951年10月1日 乙訓地区警察署へ統合                                    |
| 東宇治町警察署 | 東宇治町警察署 | 久世郡宇治町字宇治郷 （宇治町警察署と共同運営）                                              | 1948年3月8日新設                      | 1951年3月1日 宇治市警察署へ統合                                       |
| 宇治町警察署   | 宇治町警察署   | 久世郡宇治町字宇治郷 （久世地区警察署庁舎を共同使用）                                        | 1948年3月8日新設                      | 1951年3月1日 宇治市警察署へ統合                                       |
| 八幡町警察署   | 八幡町警察署   | 綴喜郡八幡町大字八幡字神原荘                                                                 | 1948年3月8日新設                      | 1951年10月1日 綴喜地区警察署へ統合                                    |
| 木津町警察署   | 木津町警察署   | 相楽郡木津町大字木津小字南垣外 （相楽地区警察署庁舎を共同使用）                              | 1948年3月8日新設                      | 1951年10月1日 相楽地区警察署へ統合                                    |
| 加茂町警察署   | 加茂町警察署   | 相楽郡加茂町大字北小字船屋35                                                                 | 1948年3月8日新設                      | 1951年10月1日 相楽地区警察署へ統合 （相楽地区警察署加茂警部派出所に） |
| 亀岡町警察署   | 亀岡町警察署   | 南桑田郡亀岡町字内丸町 （南桑田地区警察署庁舎を共同使用）                                    | 1948年3月8日新設                      | 1951年10月1日 南桑田地区警察署へ統合                                  |
| 園部町警察署   | 園部町警察署   | 船井郡園部町字本町 （船井地区警察署庁舎を共同使用）                                          | 1948年3月8日新設                      | 1951年10月1日 船井地区警察署へ統合                                    |
| 宮津町警察署   | 宮津町警察署   | 与謝郡宮津町字鶴賀 （与謝地区警察署庁舎を共同使用）                                          | 1948年3月8日新設                      | 1951年10月1日 与謝地区警察署へ統合                                    |
| 岩滝町警察署   | 岩滝町警察署   | 与謝郡岩滝町字岩滝                                                                           | 1948年3月8日新設                      | 1951年10月1日 与謝地区警察署へ統合                                    |
| 加悦町警察署   | 加悦町警察署   | 与謝郡加悦町字加悦                                                                           | 1948年3月8日新設                      | 1951年10月1日 与謝地区警察署へ統合                                    |
| 峰山町警察署   | 峰山町警察署   | 中郡峰山町字吉原 （中地区警察署庁舎を共同使用）                                              | 1948年3月8日新設                      | 1951年10月1日 中地区警察署へ統合                                      |
| 網野町警察署   | 網野町警察署   | 竹野郡網野町字網野 （竹野地区警察署庁舎を共同使用）                                          | 1948年3月8日新設                      | 1951年10月1日 竹野地区警察署へ統合                                    |